# Гранд Отель Европа

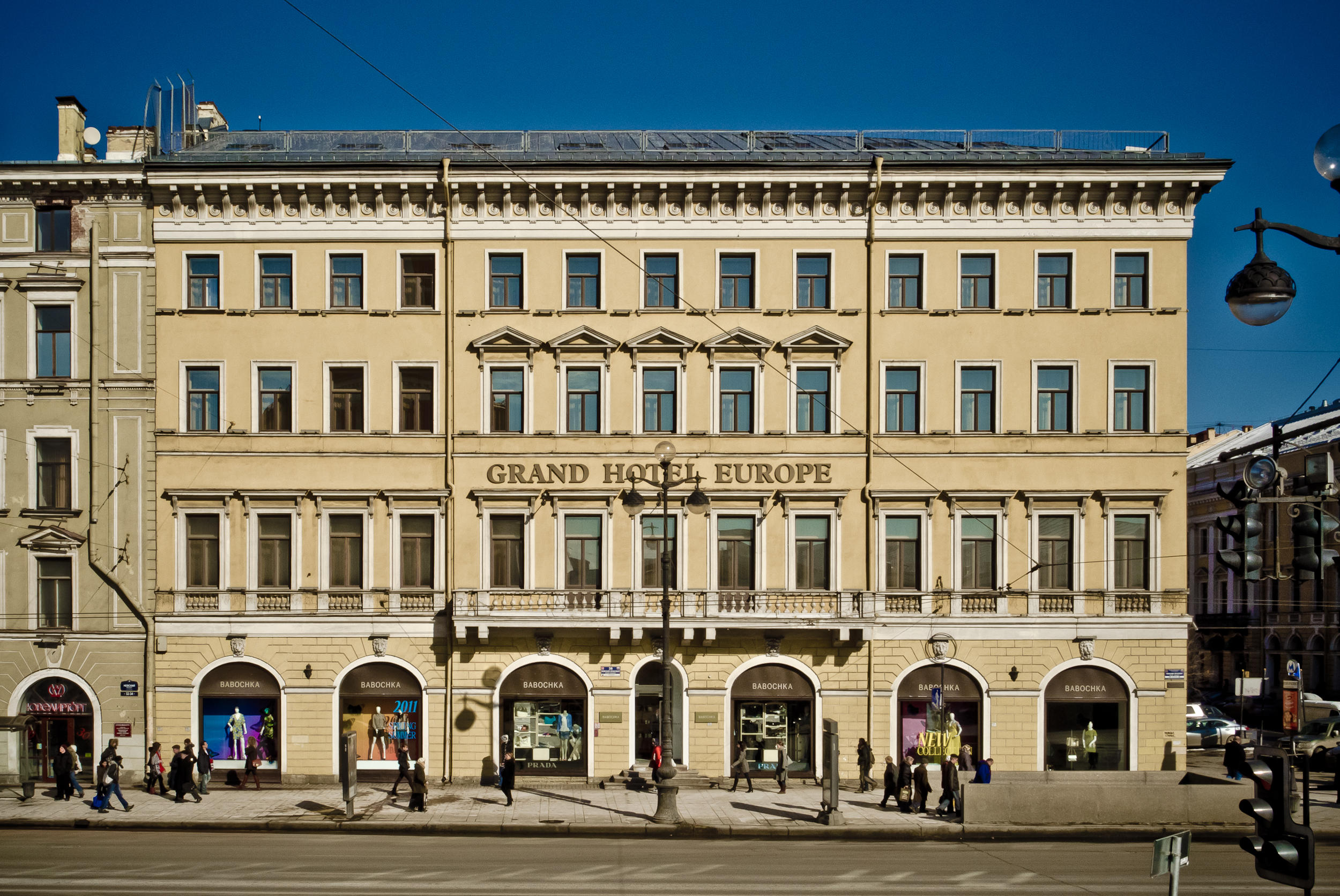
Гранд Отель Европа, вид со стороны Невского проспекта

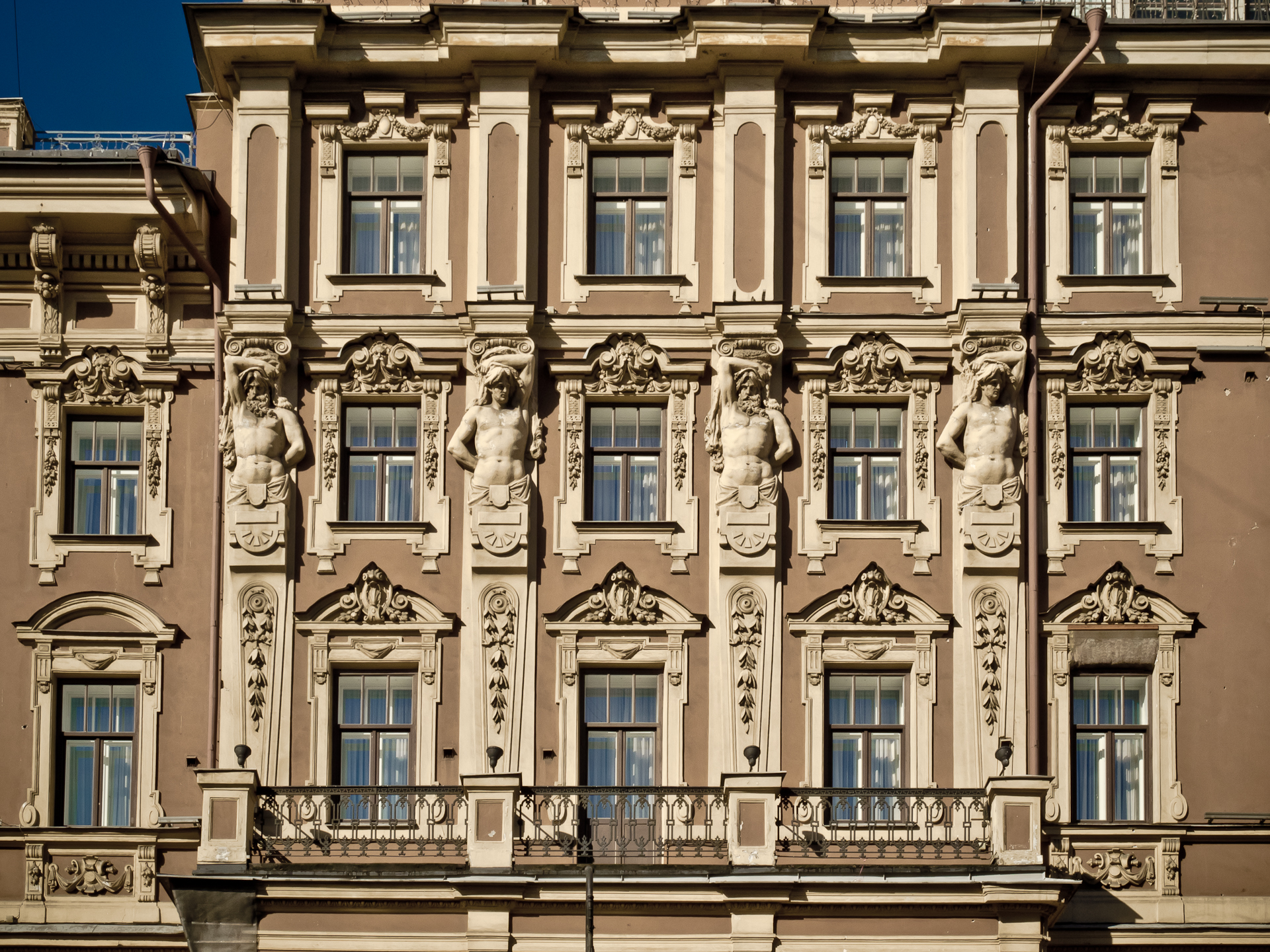
Гранд Отель Европа, элементы отделки фасада

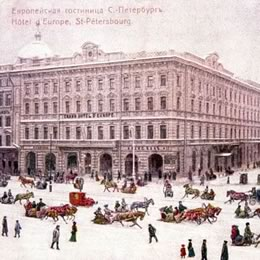
Здание отеля в XIX веке

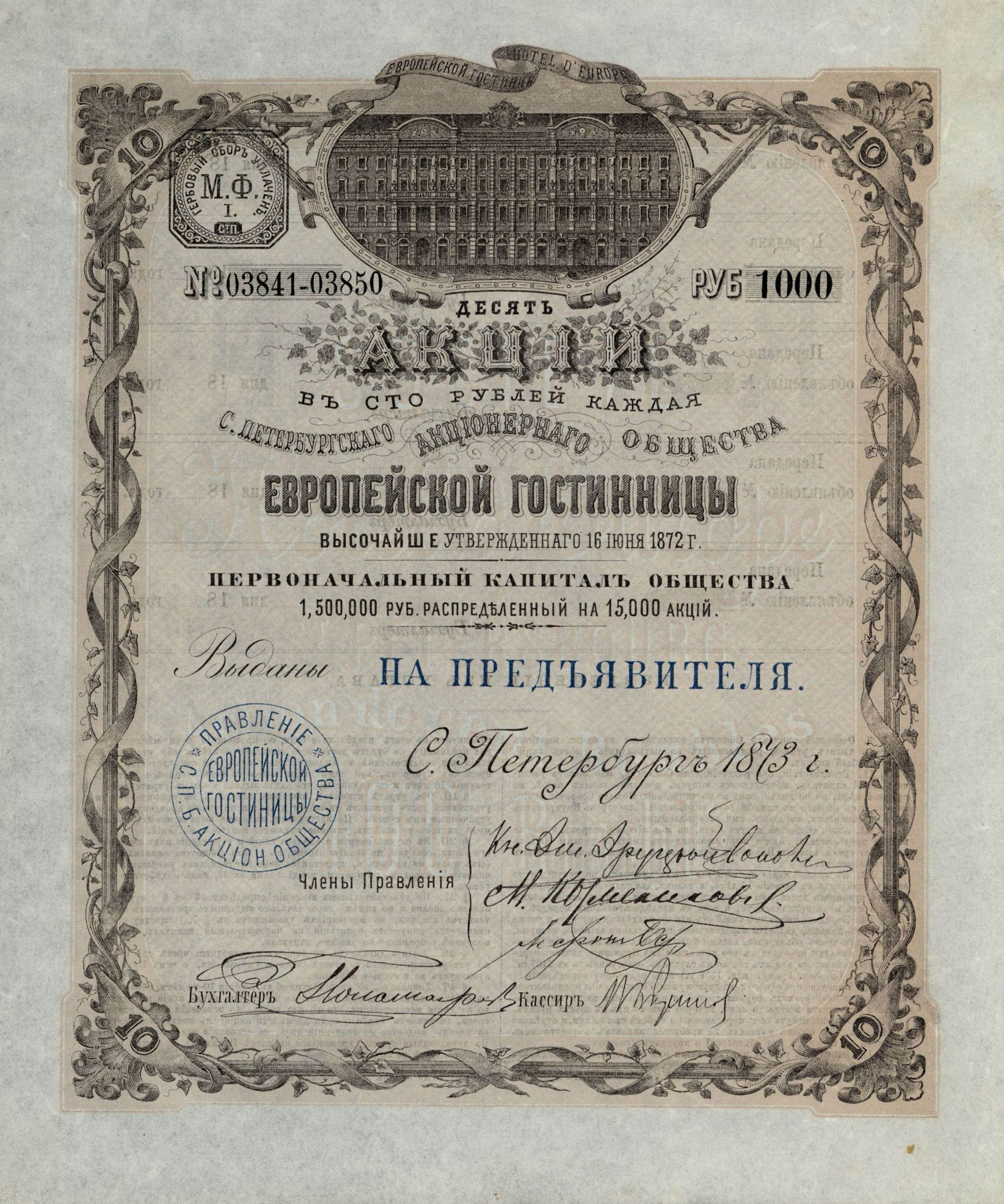
Акция Гранд-отеля Европа номиналом 1000 рублей, 1873 год

«Гранд Оте́ль Евро́па» (до 1991 года — гостиница «Европейская») — пятизвёздная гостиница в Санкт-Петербурге, расположенная на Михайловской улице и занимающая всю её нечётную сторону. Отель принадлежит компании Belmond Limited.

## История

### Гостиницы Клее и Кулона
К 1834 году участок занимали дома купца А. С. Рогова и Г. Клее. Генрих Клее, немец по происхождению в 1820-х годов содержал там трактир, где в основном селились иностранцы. Известно также, что гостиницей и рестораном управлял француз Ж.Л.Кулон. Современники описывали либо дешёвую и немецкую кухню с пивом, или дорогой французский ресторан. Вероятно при в одном доме располагались два ресторана с гостиницами, один из которых поглотил другой. В 1834—1839 году в рамках ансамбля вновь проложенной Михайловской улицы П. П. Жако построил новые здания с включением старых, с фасадами авторства К. И. Росси. Рогов разместил в здании Михайловский трактир и магазины. 
В гостинице Кулона останавливались в том числе Белинский, Герцен, Панаев, Языков. 

### Гостиница Клее или первая Европейская
Со середины XIX века владельцем ресторана уже упоминается Клее, назвавший гостиницу «Россией». Остановившийся в гостинице в 1858 году Теофиль Готье описывал обеденный зал гостиницы, его впечатлила буфетная стойка с закусками, считая это отличительной чертой русских заведений. Обширный обеденный зал занимал большую часть нижнего этажа и был богато украшен комнатными растениями. Гостиницу посещали Тургенев, Петипа, Третьяков, Шевченко, Достоевский и другие. 
В 1871 году гостиница перенесла пожар; в 1872 году собралось Акционерное общество Европейской гостиницы, скупившее дом Рогова и принявшее решение перестроить оба здания в одну крупную гостиницу.

### Европейская
В 1873—1874 годах на основе бывшего отеля Клее и доходного дома А. С. Рогова состоялась перестройка в формах эклектики по проекту архитектора Людвига Францевича Фонтана. Во дворе был достроен объём для главной лестницы. Гостиница на 260 номеров была открыта 28 января 1875 года. Симметрия и сбалансированность ансамбля улицы при этом была нарушена.
В первом этаже размещался кафе-ресторан с основным залом — табльдотом, читальней с диванами и отдельными кабинетами. В началу XX века при гостинице работало уже три ресторана. В самой гостинице служили кельнеры — немцы. Рестораны посещали многие известные личности, в том числе Блок и Распутин. 
В 1905 году совершались частичные перестройки здания (архитектор К. Э. Маккензен: две пристройки к объёму центральной лестницы для правления Акционерного общества и для ресторана «Европа»). С 1907 по 1914 года под руководством архитектора Ф. И. Лидваля и (с 1908 года) В. А. Барри производились ремонтные работы, частичные перестройки (главная лестница, холл бельэтажа, читальня), надстройка пятого и мансардного этажей с летним рестораном «Крыша» и рестораном со стеклянным зенитным фонарём над поперечным флигелем. Также были изменены интерьеры и внутренняя отделка. Пятый этаж построили только над северной половиной, что нарушило симметрию фасада. Железобетонными конструкциями занималась фирмы «Понаби», железные конструкции для стеклянного потолка ресторана выполнило предприятие «Артур Коппель». Ресторан «Крыша» стал первым в Петербурге открытым рестораном на террасе наверху здания; в связи с этим новацией была и плоская железобетонная крыша.
В 1918-м — начале 1920-х годов в здании гостиницы размещался Центральный детский карантинно-распределительный пункт. В 1932—1934 годах была осуществлена полная перепланировка здания, создана система одинаковых номеров (арх. М. Н. Анолик). В 1933 году гостиница была передана из акционерного общества «Отель Лимитед» в акционерное общество «Интурист».
Во время блокады Ленинграда в сентябре 1941 — апреле 1942 года в здании размещался эвакогоспиталь № 991 на 1300 коек. В 1945 году после ремонта здание начало вновь функционировать как отель. В 1949 году в гостинице были проведены восстановительные работы (под руководством архитекторов Ивана Георгиевича Капцюга и С. В. Панова-Гунича), в рамках которых выходящий на Невский проспект фасад был оформлен в стилистике К. И. Росси. В советское время гостиница носила название «Европейская».
При одной из реконструкции советского периода на террасе «Крыши» был сооружён ещё сильнее искажавший облик здания примитивный горизонтальный объём.
В 1989—1991 годах было основано совместное советско-шведское предприятие — ЗАО «Европа Отель». В 1991 году по проекту архитектора Виктории Струзман был проведён комплекс работ по реставрации гостиницы:
- фойе конференц-залов было оформлено картинами художников группы ФоРУС[13];
- внутренний двор-колодец гостиницы был решён в виде атриума под стеклянным куполом на уровне шестого этажа[14], в нём разместился ресторан «Мезонин»[12].

В 2005—2008 годах был проведён третий этап реконструкции с общим объёмом инвестиций около 2 млн долларов США. Автором проекта обновления кафе и номеров отеля стал французский дизайнер Мишель Жуане.

## Внешний вид
У здания четыре этажа, на каждом из которых оконные наличники имеют различную форму. Нижняя часть стен линейно рустована. Аркада первого этажа сохранилась от композиции Росси, но была застеклена. Количество декора увеличивается к верхнему этажу, на четвёртом этаже расположены атланты работы Д. И. Иенсена; поверху здания сделаны аттики с фигурными фронтонами. Все три фасада схожи меж собой, но во избежание монотонности средняя часть корпуса вдоль Михайловской улицы выделена трёхчастным завершением и двумя массивными эркерами на уровне бельэтажа.

## Интерьеры
Вследствие того, что в реконструкции начала XX века участвовали два архитектора, в интерьерах здания сочетаются две различные версии стиля модерн.
У зала ресторана гостиницы пологий потолок со стеклянными вставками, поднятый на столбах на уровень бельэтажа. В торце помещения расположен витраж формы омеги с аллегорическим содержанием, Аполлоном на колеснице и походом некоего северного войска, также витражом со стилизованными цветами украшена средняя часть перекрытия, овальным витражом — вход. Верх и низ торцевого витража различны не только по содержанию, но и по технике — роспись по стеклу и наборная техника соответственно. Авторы витражей неизвестны, среди вариантов называются мастера «М. Франк и Ко», сам Маккензен, Л. Н. Бенуа и К. А. Бренцен. По длине зала с одной из сторон проходит аркада с кабинетами, ложами второго яруса; противоположная стена глухая, ложная аркада с крупными филёнками на ней более плоская. У пилонов и лопаток оригинальные стилизованные капители, основание перекрытия украшено дугообразными формами. Середина сцены фланкирована пилонами со стоящими на них танцовщицами с поднятыми руками.
«Крыша» освещается через обширное остекление, интерьер выполнен в классицизирующем модерне, с использованием стилизации ордерных форм. Пилястры и кессоны упрощены, на стенах сделаны решётчатые панели с волнистым абрисом и овальные окна с простым, но тщательно подобранным рисунком. На витражном плафоне по краю повторяется цветной узор из раппортов, основные световые поля свободны от рисунка. У зенитного фонаря треугольное сечение.
Лестница здания связана с открытой галереей второго яруса. Помещение оформлено карнизом на модульонах и плафоном. Пилястры украшены подвешенными к капителям гирляндами. Также помещение украшено рельефными панно, возможными авторами которых являются В. В. Козлов и Я. А. Троупянский. В декоре присутствуют наборные витражи с геометрическим рисунком и стеклянные панно с фруктовыми чашами. Колонны вестибюля относятся к тосканскому ордеру.
Отделкой изначально занималась столярно-строительная и мебельная фабрика акционерного общества Н. Буман.

## Признание
Отель неоднократно становился лауреатом престижной премии World Travel Awards (Лондон) в различных номинациях:
- Russia’s Leading Spa Resort 2004 («Лучший спа-курорт России — 2004»);
- Europe’s Leading Luxury Hotel 2009 («Самый роскошный отель в Европе — 2009»);
- Russia’s Leading Hotel 2017 («Лучший отель России — 2017»);
- World’s Leading Luxury Hotel 2009 («Самый роскошный отель в мире — 2009»).